# Staf Declercq
Jérémie Gustave Théophile (Staf) Declercq (Everbeek, 16 september 1884 – Gent, 22 oktober 1942) was een Belgisch politicus die evolueerde van Vlaams-nationalist naar nationaalsocialist. Van 1933 tot zijn plotse dood in 1942 was hij de leider van de Vlaams-nationalistische groepering VNV, die onder zijn leiding collaboreerde met de nazibezetter tijdens de Tweede Wereldoorlog.

## Biografie
Declercq, die opgroeide in een katholiek onderwijsgezin, studeerde aan het college van Edingen en daarna aan de normaalschool Bonne-Esperance te Binche. Hij volgde de lessen in het Frans omdat dit destijds de enige mogelijkheid was. Nadat hij in 1903 het diploma van onderwijzer behaalde, gaf hij les in Lettelingen en Heikruis.
Vanaf 1911 militeerde Declercq in de organisatie Taalgrens wakker!, die in de taalgrens bijeenkomsten organiseerde tegen de verfransing. In december 1913 werd hij de voorzitter van deze organisatie. Ook gaf hij samen met Remy de Roeck het dagblad De Taalgrens uit en was hij actief in de lokale werking van het Davidsfonds. Tevens stichtte hij in het Pajottenland afdelingen van het Katholiek Vlaamsch Verbond.
Tijdens de Eerste Wereldoorlog meldde Declercq zich in 1914 als oorlogsvrijwilliger en werd hij aan het IJzerfront brancandier. Aan het front was hij ook maatschappelijk actief: zo gaf hij het frontblad De Payot der Taalgrens uit en was hij voorzitter van de soldatenbond Payot Ontwaakt. Declercq had geen direct contact met de Frontbeweging, maar evolueerde wel in dezelfde richting. Toch bleef hij gematigd en steunde hij Frans Van Cauwelaert toen die in conflict kwam met de Frontbeweging. 
Na de oorlog was hij oprichter van het Nationaal Onderwijzerssyndicaat (NOS). Toen er in augustus 1919 een Waalse afdeling van deze vakbond opgericht werd, werd Declercq voorzitter van de Vlaamse afdeling. In september 1919 organiseerde hij met het NOS in Brussel een nationale onderwijzersbetoging waarin onder meer forse loonsverhogingen werden geëist.
Ondertussen werd Declercq politiek actief voor de pas opgerichte Frontpartij. Voor deze partij werd hij in 1919 voor het arrondissement Brussel verkozen in de Kamer van volksvertegenwoordigers. Aanvankelijk was hij weinig actief in het parlement en hield hij zich voornamelijk bezig met de uitbouw van de Frontpartij in zijn arrondissement. Bij de verkiezingen van 1921 werd hij als enige parlementslid van de Frontpartij herkozen, waarna hij tot in 1932 voorzitter van de Vlaams-Nationale Kamergroep werd. In die periode werd hij steeds actiever in het parlement, waar hij voornamelijk interpelleerde over taalkwesties, amnestie, oud-strijdersaangelegenheden en het militair akkoord tussen Frankrijk en België. In 1932 werd De Clercq niet herkozen in de Kamer doordat hij wegens een overtreding van de kieswet van de kieslijst werd geschrapt. Hij was namelijk per vergissing zowel in het arrondissement Leuven als in het arrondissement Nijvel als plaatsvervanger op de lijst gezet.
Declercq zetelde van 1921 tot 1936 ook in de gemeenteraad van Kester. In 1921 behaalde hij met zijn lijst een absolute meerderheid in de gemeenteraad, maar toenmalig minister van Binnenlandse Zaken Henri Carton de Wiart weigerde Vlaams-nationalisten tot burgemeester te benoemen. Vervolgens was hij van 1922 tot 1926 eerste schepen. Nadat hij de katholieke meerderheid in de gemeenteraad opnieuw kon breken, was hij van 1930 tot 1932 een tweede maal schepen.
In 1928 trad De Clercq toe tot het directorium van het Algemeen Vlaamsch Nationaal Verbond en in 1932 sloot hij zich aan bij de Vlaamsch-Nationale Volkspartij in een nieuwe poging om het Vlaams-nationalisme te verenigen. Op 30 januari 1933 werd hij aangesteld als vrijgestelde voorzitter van een leidingcomité dat het partijpolitieke Vlaams-nationalisme moest verenigen.
Sterk antimilitaristisch gezind nam hij in 1933 de leiding van het op 7 oktober 1933 opgerichte VNV en werd daar den Leider genoemd. Deze nieuwe formatie diende een zekere eenheid te brengen in de rangen van de verdeelde Vlaams-nationalisten. Op 5 mei 1935 hield het VNV zijn eerste landdag op de Kesterheide in het huidige Vlaams-Brabant. Op het enige reusachtige spandoek stond de slogan "Eén volk in eigen staat". August Borms hees er de VNV-vlag aan de mast. In de daar verspreide brochure stond over Staf Declercq: "Hij ontwerpt, hij beveelt, hij bundelt. Hij is het symbool van de orde. De leider denkt, de volgelingen handelen." 
Aanvankelijk trad hij niet op als autoritair leider, maar speelde hij eerder de rol van bemiddelaar tussen de facties binnen en buiten de VNV. Tegelijkertijd hield hij vast aan de Dietse anti-Belgicistische en rechts-autoritaire koers van zijn partij, wat hem in conflict bracht met de gematigde afdeling van zijn partij. Met de benoeming van de jonge Reimond Tollenaere, die nationaalsocialistische opvattingen had, tot VNV-propagandaleider wees hij de richting aan die de partij uitging.
In 1936 kende het VNV een grote verkiezingsoverwinning en werd Declercq voor het arrondissement Brussel opnieuw verkozen in de Kamer, waar hij ditmaal bleef zetelen tot aan zijn dood in 1942. Zijn aanvankelijk strak beleden Groot-Nederlandse overtuiging moest hij dat jaar onder druk van de federalistische vleugel afzwakken, toen de partij samen met REX-Vlaanderen een overeenkomst sloot om te ijveren voor een gefederaliseerd België onder de kroon van Leopold III.

## Collaboratie
Sinds april 1937 ontving het VNV reeds een maandelijkse toelage van omgerekend € 3000 van het Duits Ministerie voor Propaganda (toelage die begin 1939 verhoogd werd naar omgerekend € 15.000). 
Toen de oorlogsdreiging voor België zeer dichtbij kwam, richtte Declercq in 1939 de Militaire Organisatie, een organisatie van gemobiliseerde VNV'ers waarvan de Duitse geheime dienst zeer waarschijnlijk op de hoogte was. Toen de Duitsers op 10 mei 1940 België binnenvielen, werd De Clercq samen met andere leiders van de Militaire Organisatie gearresteerd. Na interventies van minister van Justitie Paul-Emile Janson en premier Hubert Pierlot werd hij terug vrijgelaten. 
Na enige aarzeling stapte hij in 1940 met het VNV toch in de collaboratie. Staf Declercq stelde het VNV ter beschikking van de Duitse bezetter en maakte dit publiek tijdens een redevoering op 10 november 1940 waarin hij onder meer stelde: Vlaanderen moet inschakelen in de nieuwe orde, geboren uit de nationaalsocialistische revolutie. Het VNV stelt zich ten doel het vestigen van de nieuwe orde in Vlaanderen. Deze nieuwe politieke orde dient gevestigd te zijn, eensdeels op het beginsel van het leiderschap, andersdeels op het uitschakelen en verwerpen van alle instellingen [parlement, vakbonden, etc..], groeperingen of uitingen die de organische eenheid der Volksgemeenschap aantasten of ondermijnen.
Al spoedig moest de Eenheidsbeweging-VNV, waar inmiddels ook REX-Vlaanderen en Verdinaso in waren opgegaan, optornen tegen de concurrerende en door de SS gesteunde DeVlag en de Duitse belangen die niet steeds even parallel bleken te lopen met die van het Vlaams-nationalisme. In Antwerpen op 20 september 1942 hield Staf Declercq, ter gelegenheid van de hulde voor zijn 58ste verjaardag, zijn laatste redevoering. Daarin herbevestigde hij zijn vertrouwen in Adolf Hitler.

## Na zijn dood
Na zijn overlijden in 1942 ten gevolge van een hartaanval, werd Staf Declercq opgevolgd door Hendrik Elias. De toenmalige kardinaal Van Roey weigerde de uitvaartplechtigheid te laten plaatsvinden in de Sint-Goedelekathedraal te Brussel. Als reactie hierop werd een rouwkapel opgezet op de Grote Markt, waarin de plechtigheid doorging. Na Wereldoorlog II werd het VNV buiten de wet gesteld.
Staf Declercq werd begraven in een praalgraf op de Kesterheide. Bij de bevrijding werd zijn graf geschonden door verzetslieden die het stoffelijk overschot publiekelijk bespotten en verminkten. Het lijk werd nadien begraven in een anoniem graf te Leerbeek. In 1978 werd zijn lichaam door de Vlaamse Militanten Orde heropgegraven en bijgezet op het kerkhof van Asse onder ruime belangstelling van Vlaams-Nationalisten van de Volksunie en het Vlaams Blok.
In 2004 werd Staf Declercq herdacht op de IJzerwake en op een afzonderlijke herdenking in Kester waar hij oorspronkelijk begraven lag. Deze herdenking, waarbij voormalig Volksunie-senator Bob Maes een rede hield, werd georganiseerd door Voorpost.

## Krantenartikels over overlijden van Staf Declercq in Volk en Staat

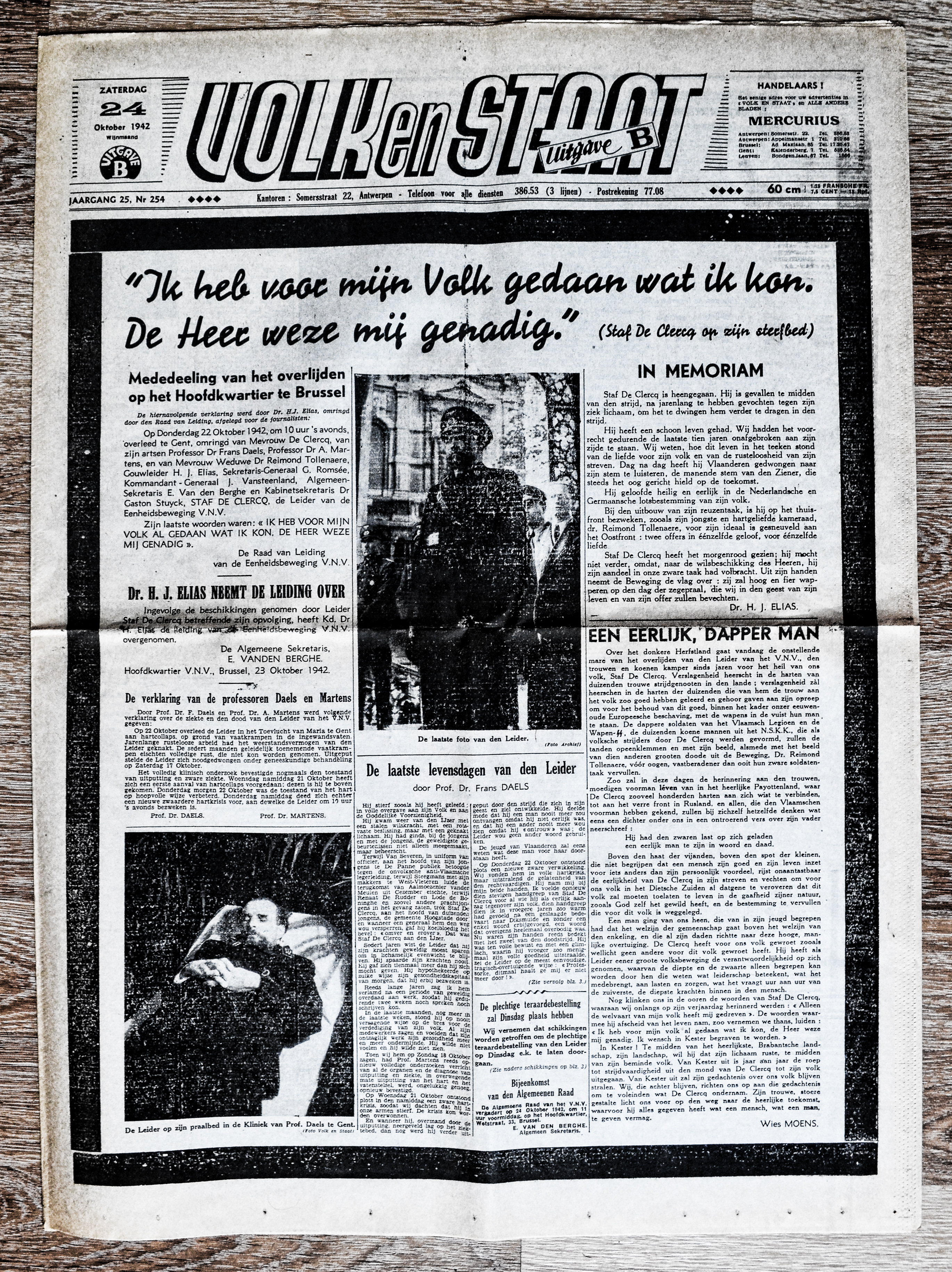
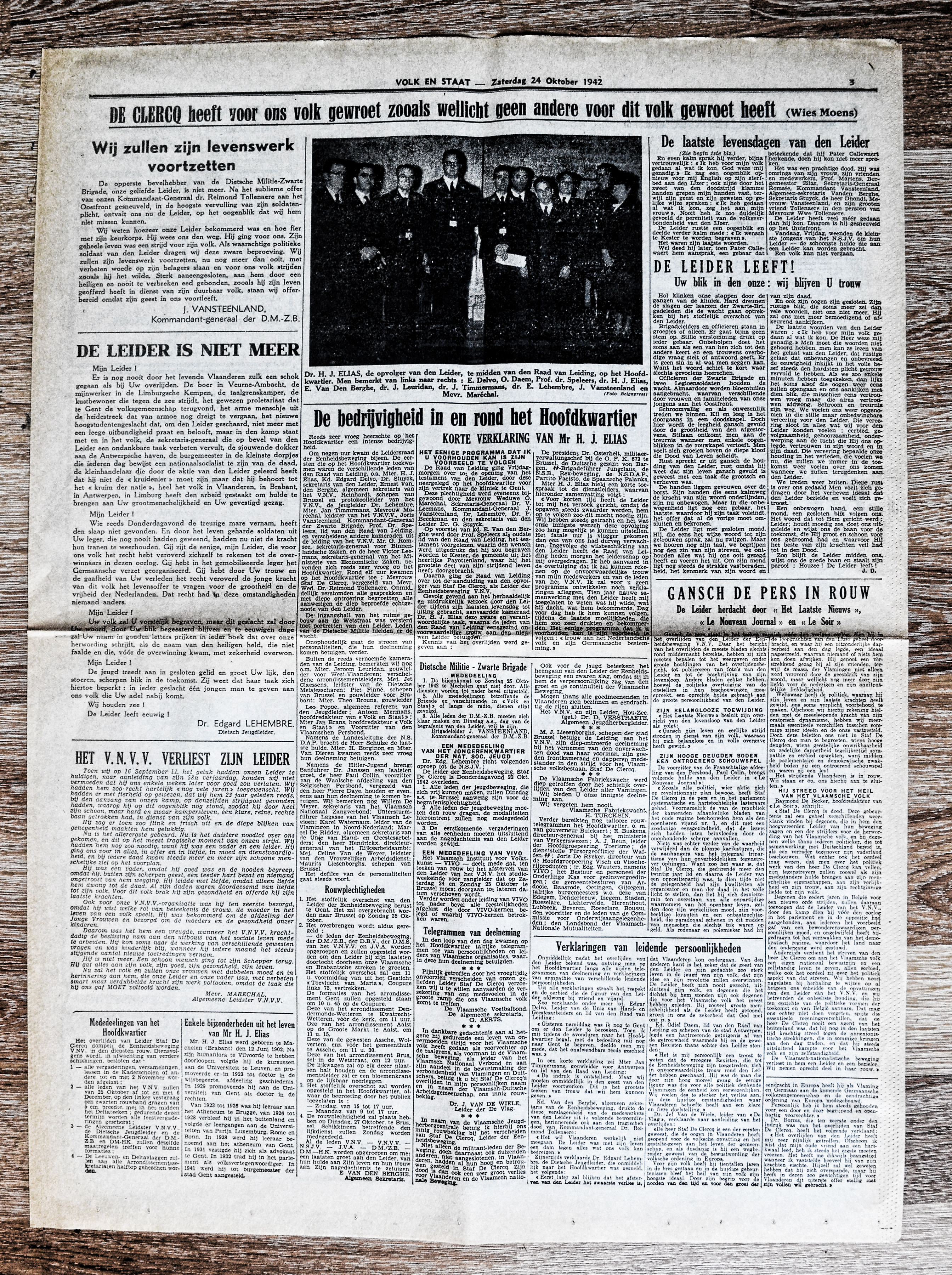
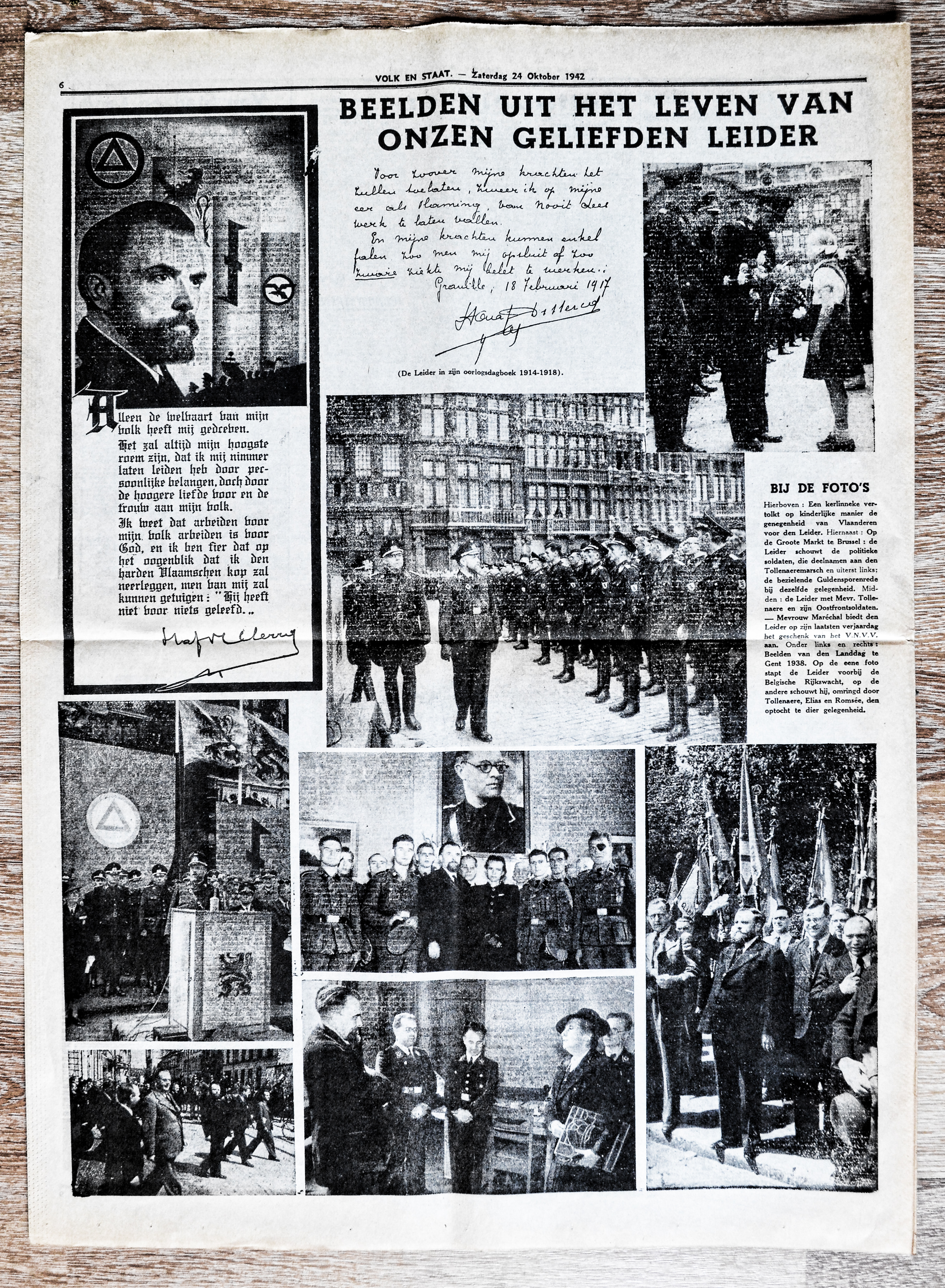